# Gunhild af Lidingö
Gunhild af Lidingö är ett k-märkt svenskt segelfartyg.
Gunhild är en Vätternslup , som byggdes, riggad som en slup, av skeppsbyggmästaren Sixten Groth på Sjötorps varv i Sjötorp 1905. Hon motoriserades 1919 och omriggades till en galeas 1936.
Hon gick i fraktfart till 1964, framför allt med virke och jordbruksprodukter från Vänern och Vättern till Stockholm, och har därefter varit fritidsfartyg.